# Huawei P10
El Huawei P10 es un teléfono inteligente basado en sistema operativo Android, manufacturado por Huawei. Fue anunciado en el Mobile World Congress 2017 el 26 de febrero de 2017, el P10 es el sucesor de Huawei P9.

## Especificaciones
El P10 está construido con un chasis de metal, disponible en varios acabados de color. Dos opciones de color, "Dazzling Blue" y "Dazzling Gold", presentan un acabado estampado "Hyper Diamond Cut" que reduce su susceptibilidad a las huellas dactilares. 
La parte frontal del dispositivo cuenta con un lector de huellas digitales con forma de botón, que también se puede utilizar para la navegación basada en gestos. 
El P10 cuenta con una pantalla de 1080p de 5.1 pulgadas. Una versión más grande, conocida como P10 Plus, presenta una pantalla de 1440p de 5.5 pulgadas. 
El P10 utiliza el sistema en chip (procesador) Kirin 960 de ocho núcleos de Huawei, con cuatro núcleos Cortex-A53 de 1.84 GHz y cuatro núcleos Cortex-A73 a 2.36 GHz. El P10 utiliza 4 GB de Ram, mientras que el P10 Plus usa 4 o 6 GB. Viene con 32, 64 o 128 GB de almacenamiento interno.
De manera similar al P9, el P10 utiliza una cámara frontal de doble lente con lentes Leica, que consta de un sensor monocromo de 20 megapíxeles y un sensor de color de 12 megapíxeles. Las cámaras P10 utilizan una apertura f / 2.2 más amplia que la del P9.
El P10 se entrega con Android 7.0 "Nougat" y el paquete de software EMUI de Huawei. En marzo de 2018 se lanzó una actualización de Android 8.0 "Oreo" y EMUI 8.1. En marzo de 2019, Huawei lanzó una actualización de Android 9.0 "Pie" y EMUI 9.